# 1787 Чіні
1787 Чіні (1787 Chiny) — астероїд головного поясу, відкритий 19 вересня 1950 року.
Тіссеранів параметр щодо Юпітера — 3,232.